# Philodamia tongmian
Philodamia tongmian là một loài nhện trong họ Thomisidae.
Loài này thuộc chi Philodamia. Philodamia tongmian được miêu tả năm 2007 bởi Zhu & Ono.